# مسجد كامبونج جونجونانج
مسجد كامبونج جونجونانج يقع المسجد في منطقة كامبونج جونجونانج، والتي تبعد ثمانية وثلاثين كيلومتر من مدينة بندر سري بكاوان عاصمة بروناي.

## البناء
بدأ بناء مسجد كامبونج جونجونانج في الثاني من شهر مارس عام 1998، وتم الانتهاء من بناء المسجد في الخامس عشر من شهر سبتمبر من العام 1998، تم البناء على موقع أرض مساحتها 1.5 فدان، وبلغت بتكلفة بناء المسجد 60،000.00 دولار.

## استيعاب المسجد
تبلغ قدرة مسجد كامبونج جونجونانج الاستيعابية 250 مصلي في وقت واحد، ومن بين التسهيلات المتاحة في المسجد وجود قاعة ومكتبة .

## وصلات خارجية
- موقع مسجد كامبونج جونجونانج على الخريطة